# Смирнов, Александр Иванович (физиолог)
Алекса́ндр Ива́нович Смирно́в (1887—1976) — советский учёный и педагог в области физиологии, доктор медицинских наук (1916), профессор (1919), член-корреспондент АМН СССР (1950). Полковник медицинской службы. Заслуженный деятель науки РСФСР (1946).

## Биография
Родился 10 сентября 1887 года[по какому календарю?] в Санкт-Петербурге в небогатой многодетной семье артиста, был самым младшим ребёнком. Отец — Иван Кузьмич, обладатель баритонального тенора, был певцом Мариинского театра. Мать – Эмилия Констанция Яковлевна (в девичестве Барт), немка из семьи часовых дел мастера.
С 1897 года учился в Введенской гимназии. После смерти отца от рака мочевого пузыря в 1902 году, будучи учеником пятого класса был вынужден давать уроки для младших учеников из богатых семей. Одну из комнат своей квартиры они сдали студенту физико-математического факультета Петербургского университета И. Г. Вераске, знакомство с которым способствовало возникновению интерес Александра Смирнова к естественным наукам, особенно — к медицине. После окончания гимназии, с 1910 по 1914 год он учился на естественном отделении физико-математического факультета Императорского Санкт-Петербургского университета, поскольку медицинского факультета в университете не было, а поступить в Военно-медицинскую академию возможности у него не было. На первом курсе он увлёкся анатомией и гистологией, а на втором курсе начал научную деятельность в лаборатории по изучению механизмов секреции пищеварительных желез под руководством И. П. Павлова. В результате, после окончания в 1914 году университета он был зачислен сразу на второй курс Военно-медицинской академии. Через год был мобилизован на фронт военным врачом, но из-за серьёзной болезни был возвращён в Петроград.
В 1916 году вместе с семьёй переехал в Ростов-на-Дону, куда к тому времени был эвакуирован Варшавский университет, в составе которого был в том числе и медицинский факультет. В этом же году он защитил диссертацию на тему: «К физиологии панкреатической секреции», получил звание приват-доцента.
В 1918 году он отправился в Нальчик, где на тот момент находилась его семья. Но в связи с революционными событиями не смог вернуться в Ростов-на-Дону. В течение одиннадцати месяцев пребывания в Нальчике он совместно с преподавателями реального училища организовал там народный университет, где читал лекции по физиологии. Во время эпидемии сыпного тифа организовал школу медицинских сестер и совместно с другими врачами принимал участие в борьбе с эпидемиями сыпного и возвратного тифов.
В октябре 1919 года приехал на Кубань, получив приглашение работать в должности профессора кафедры физиологии животных сельскохозяйственного факультета Кубанского политехнического института. Первый декан медицинского факультета Кубанского университета профессор Н. Ф. Мельников-Разведенков пригласил его в 1920 году читать лекции по физиологии в должности профессора, хотя Смирнов не имел законченного высшего медицинского образования. В 1921 году медицинский факультет был преобразован в Кубанский медицинский институт, где, читая лекции по физиологии, А. И. Смирнов стал ещё и студентом и в 1925 году завершил своё высшее медицинское образование, будучи на тот момент уже заведующим кафедрой нормальной физиологии. С ноября 1924 года он также занял должность профессора кафедры физиологии животных Кубанского сельскохозяйственного института.
В 1925 году Наркомат Просвещения СССР командировал А. И. Смирнова в Германию для продолжения научных исследований по вегетативной нервной системе и ознакомления с мировой научной литературой того времени. Но его исследования заинтересовали немецких профессоров настолько, что, приехав перенимать опыт, он получил приглашение выступить на заседании терапевтического общества с сообщением: «О влиянии коры головного мозга на тонус центра n. vagi».
В 1932 году научные труды А. И. Смирнова подверглись проверке на так называемое «соответствие принципам диалектического материализма». После благополучного рассмотрения его трудов в Первом медицинском институте он получил предложение руководить кафедрой нормальной физиологии в 4-м Московском медицинском институте.
С 1942 по 1944 год был начальником эвакуационного госпиталя на Брянском и Северо-Западном фронтах. В 1944 году организовал и возглавил Центральный Научно-исследовательский клинический госпиталь Советской Армии. В 1945 году был награждён орденом Красной Звезды за вклад в область экспериментальной физиологии. В 1946 году за вклад в область экспериментальной физиологии был удостоен почётного звания Заслуженный деятель науки РСФСР.
В 1950 году стал член-корреспондентом АМН СССР и руководил физиологической группой при АМН ССР.
С 1952 по 1956 год был начальником кафедры военной физиологии на военном факультете Центрального института усовершенствования врачей. В 1972 году на XII съезде физиологов Советского Союза был избран почётным членом Всесоюзного общества физиологов имени И. П. Павлова.
Скончался 11 мая 1976 года в возрасте 88 лет. В последние годы его беспокоили гипертония и сильная потеря зрения.

### Научно-педагогическая деятельность
Основная научно-педагогическая деятельность А. И. Смирнова была связана с вопросами в области физиологии, а также в области изучения экстракардиальной регуляции сердечной деятельности и проблем функциональной взаимосвязи коры полушарий подкорковых центров и большого мозга. Под руководством А. И. Смирнова проводились исследования в области закономерностей регуляции сердечной деятельности в условиях нормы и при патологии, в том числе при гипотермии, гипоксии и инфаркта миокарда. А. И. Смирнов являлся почётным членом Всесоюзного физиологического общества имени И. П. Павлова, а также членом ряда весомых организаций, в том числе: ВАК СССР, Президиумов Учёных Советов — Министерства здравоохранения РСФСР и Главного военно-медицинского управления Советской армии.
В 1916 году  он защитил диссертацию на учёную степень доктор медицинских наук по теме: «К физиологии панкреатической секреции», в 1919 году ему было присвоено учёное звание — профессор. В 1950 году был избран член-корреспондентом АМН СССР. Под руководством А. И. Смирнова было написано около ста научных трудов, в том числе монографий и учебников для высших медицинских учебных заведений, в том числе:  «О центральном тоническом и рефлекторном замедлении сердечного ритма» (1928), «О происхождении тонуса центра блуждающего нерва» (1929), «О вегетативной нервной системе» (1932), «Регуляция дыхательных движений» (1940), «О депрессорном нерве синокаротидной области» (1947), «К вопросу о функциональной взаимосвязи с дыхательным центром коры больших полушарий головного мозга и других отделов центральной нервной системы» (1959),  «Роль тонуса центров блуждающих нервов в экономной форме сердечной деятельности» (1967) и «Сердце как гетерогенная возбудимая система» (1970).